# Johann Friedrich Breuer
Johann Friedrich Breuer, auch Johann Friedrich Bräuer oder Johann Friedrich Brayer (* 30. März 1705 in Kallinowen; † 5. Januar 1769 in Stallupönen) war ein deutscher Theologe, der ab 1732 als lutherischer Pfarrer der Salzburger Kolonie in Ostpreußen und von 1736 bis 1769 als Diakon in Stallupönen  tätig war.

## Ausbildung und Berufsbeginn
Breuer wurde als Sohn des Christoph Breuer, Pfarrer in Kallinowen, und seiner Ehefrau Elisabeth Nöth in eine weit verzweigte Familie lutherischer Theologen geboren. Er immatrikulierte sich 1723 an der Universität Königsberg/Pr. und wechselte 1729 an die theologische Fakultät der Universität Halle (Saale), wo er Vorlesungen des pietistischen Professors Gotthilf August Francke hörte. Noch im selben Jahr wurde Breuer Lehrer an der Mädchen-Bürgerschule in Halle.

## Breuer und die Salzburger

### Über Berlin nach Ostpreußen
Als im April 1732 die erste Gruppe von Salzburger Emigranten auf ihrem Weg nach Preußen durch Halle kam, ließ Francke, der auch Leiter der Franckeschen Stiftungen war, sie auf ihrem weiteren Weg nach Berlin von Hallenser Studenten der Theologie begleiten. Diese sollten den Salzburgern geistigen Beistand leisten und Unterricht erteilen. Unter den vier Studenten, die diese Aufgabe freiwillig übernahmen, war auch Breuer.
Kaum in Berlin angelangt, erfuhr Breuer von Feldprobst Lambert Gedicke, dass der preußische König Friedrich Wilhelm I. beschlossen hatte, den Emigranten in Ostpreußen eigene Pfarrer zur Seite zu stellen. Dafür sollten die vier Theologiestudenten, die aus Halle mitgekommen waren, gewonnen werden. Breuer sowie seine Kommilitonen Friedrich Wilhelm Haack und Simon Jakob Kusch willigten ein. Ihr Examen und ihre Ordination durch Gedicke erfolgten am 7. Mai 1732 in Berlin. An die Stelle des vierten Hallenser Theologiestudenten, der an die Universität zurückkehrte, trat der dem Feldprobst bekannte Benedikt Friedrich Hahn. Breuer, der auf diese Entwicklung nicht vorbereitet gewesen war, musste sich erst Bücher und seine Sachen aus Halle nachschicken lassen.
Als der erste Emigrantenzug Berlin am 12. Mai 1732 in Richtung Stettin verließ, wurde er von Breuer begleitet.  Bei stürmischem Wetter wurden die Salzburger, die zuvor noch nie das Meer gesehen hatten, per Schiff von Stettin nach Pillau gebracht. Obwohl selber seekrank, gelang es Breuer, ihnen Mut zuzusprechen. Dank seiner besonderen rhetorischen Fähigkeiten gelang es ihm, die aus ihrer Heimat Vertrieben zu überzeugen. Durch Überzeugungskraft und Engagement konnte sich der Emigrantenpfarrer auf diese Weise im Laufe der Zeit hohes Ansehen bei den Salzburgern erwerben.

### Wirkungsstätten in Ostpreußen
Nach der Ankunft in Ostpreußen wurde Pfarrer Breuer das Kirchdorf Budwethen als Sitz zugewiesen. Dort wirkte er noch Ende des Jahres 1735, obwohl ihm Friedrich Sigismund Schusterus, der Pfarrer der deutschen Gemeinde, die Nutzung der Kirche und des Schulhauses streitig machte. Ihre Differenzen trugen die beiden mit zahlreichen Eingaben an die Behörden aus. Auf eigenen Wunsch hielt Breuer in regelmäßigen Abständen den Sonntagsgottesdienst in der Tilsiter Garnisonskirche. Sein Bemühen um die Pfarrstelle an dieser Kirche scheiterte jedoch, als die dort stationierte Einheit einen eigenen Kandidaten präsentierte. Den Vorschlag König Friedrich Wilhelms I., Breuer zum Aufseher über alle Salzburger Emigrantenprediger zu berufen, lehnte Breuer ab, da er sich ganz der Seelsorge der Salzburger Kolonisten widmen wollte.
Anfang des Jahres 1736 wurde Breuer unter Beibehaltung seiner bisherigen Bezüge als Pfarrer der Salzburger Kolonie die Stelle eines Pfarrers und Diakons der Salzburger Gemeinde in Stallupönen übertragen, die er bis zu seinem Tod ausfüllte. Um das Wohl der Salzburger Kolonie kümmerte er sich weiterhin mit dem bisherigen Engagement.

### Organisation des Schulwesens
Schon bald nach seiner Ankunft in Ostpreußen hatte Breuer begonnen, zusammen mit einem von ihm angelernten Salzburger Schulmeister Erwachsenen auf freiwilliger Basis das Lesen beizubringen.
Es verwundert daher auch nicht weiter, dass Breuer im August 1733 von der Regierungs-Deputation in Gumbinnen beauftragt wurde, bei der Einrichtung von Schulen für die Kinder der Salzburger Kolonisten mitzuwirken. Ab dem Folgemonat bereiste er achtundzwanzig Ämter, prüfte die Kenntnisse der Kinder und wählte geeignete Personen unter den Salzburgern aus, die er der Behörde als Schulmeister empfahl. Zudem eruierte er günstig gelegene Schulorte, die er gleichfalls vorschlug. Teilweise konnten die Schulmeister den Unterricht noch im gleichen Jahr aufnehmen. Die meisten Schulgebäude mussten jedoch erst noch errichtet werden. Dennoch konnte Breuer schon im Februar 1734 befriedigt feststellen, dass die Schulen sowohl von den Kindern als auch lernwilligen Erwachsenen gut angenommen würden.

### Mitwirkung bei der Eideskommission
Im Jahr 1733 wurde eine Kommission ins Leben gerufen, in deren Gegenwart die Salzburger den Treueid auf König Friedrich Wilhelm I. ablegen sollten. Bei der Eidesleistung sollten zwei Pfarrer der Salzburger Kolonie, der Kolonistenkommissar Hermann und einige besonnene Salzburger anwesend sein, von denen man sich positiven Einfluss auf unruhige Elemente versprach. Trotz guten Zuredens weigerten sich zunächst viele, den Treueschwur zu leisten. Erst strenge Maßnahmen des Königs und die unermüdliche Überzeugungsarbeit, die Breuer auf einer Reise durch die Ämter leistete, führten bei vielen der Eidverweigerer zum Einlenken.

### Gründung des Salzburger Hospitals
Bereits 1732 waren auf Befehl König Friedrich Wilhelms I. erste Vorschläge für die Gründung eines Salzburger Hospitals erarbeitet worden, die allerdings aufgrund fehlender Mittel nicht zur Umsetzung gelangten. Erst 1739 gelang es Breuer die Verhandlungen erneut aufzunehmen. Die Finanzierung des schmalen Etats konnte aus den Zinsen eines zunächst noch kleinen Fonds von aus Salzburg eingegangenen Emigrantengeldern sichergestellt werden. Breuer war Mitunterzeichner der Gründungsurkunde und kann mit Recht als einer der Väter des Salzburger Hospitals bezeichnet werden. Im Jahr 1742 beschrieb er in einem an den Senior und Pfarrer an der St.-Anna-Kirche in Augsburg, Samuel Urlsperger, gerichteten Schreiben nicht ohne Stolz das Salzburger Hospital und die dazugehörige Schule für die Kinder mittelloser Salzburger.

## Tagebuch und Schriftwechsel
Während seiner Reise nach Ostpreußen führte Breuer detailliert Tagebuch und sandte dieses später an Francke. Nachdem eine Weisung von König Friedrich Wilhelm I. ergangen war, nichts über die Salzburger Emigranten nach Halle zu berichten, bat Breuer Francke, seinen nach Halle gesandten Bericht über die Salzburger Emigranten nicht in den Druck zu geben. Teile des Tagebuchs wurden von Gerhard Gottlieb Günther Göcking, Pfarrer in Warnstedt, der gute Verbindungen nach Halle hatte, dennoch veröffentlicht. Die Korrespondenz mit Francke scheint 1738 eingeschlafen zu sein. Mit Urlsperger führte Breuer eine zumindest zeitweise rege Korrespondenz. Zu Johann Martin Boltzius und Israel Christian Gronau, den Pfarrern der Salzburger Gemeinde in New Ebenezer, Georgia, die er aus Halle kannte, hatte er dagegen kaum Briefkontakt.

## Verhältnis zu den Herrnhutern
In den Jahren 1742 und 1743 versuchten einzelne Herrnhuter Salzburger Kolonisten zu missionieren und nahmen dabei insbesondere den Kontakt zu Schulmeistern auf, die sie als Multiplikatoren zu gewinnen hofften. Breuer berichtete dem Samländischen Konsistorium Königsberg von deren Vorgehen und bat um das Verbot der Herrnhuter Mission. Er befürchtete, seine Gemeindemitglieder an die Herrnhuter zu verlieren und bekämpfte sie daher vehement. Besonders empört zeigte sich Breuer darüber, dass sich einer der Missionare unter der Vorspiegelung, er sei Salzburger und wolle sich als Schulmeister in Ostpreußen niederlassen, seine Gastfreundschaft missbraucht hatte.

## Familie und Privates
Breuers Familienleben war von Schicksalsschlägen überschattet. Seine Ehefrau, eine geborene Volckmann, verstarb im Jahr 1755. Mehrere seiner Kinder erreichten nicht das Erwachsenenalter. Lediglich die Eheschließung seiner ältesten Tochter im Jahr 1764 konnte er noch erleben.
Anlässlich der Hundertjahrfeier der Einwanderung der Salzburger nach Preußen hielt ein Nachkomme Breuers, der Pfarrer Friedrich Ferdinand Schultz, in Stallupönen den Dankgottesdienst.